# Championnat d'Union soviétique de football 1938
Navigation
Saison 1937 Saison 1939
La saison 1938 de Grouppa A est la 3e édition du championnat de première division en Union soviétique. Vingt-six clubs sont regroupés au sein d'une poule unique où ils se rencontrent une seule fois dans la saison. Ce championnat à échelle nationale est réduit à 14 clubs la saison prochaine, les 12 derniers du classement sont donc relégués en deuxième division en fin de saison.
Cette saison voit la victoire du Spartak Moscou après avoir terminé en tête du classement final, avec 2 points d'avance sur un duo composé du Metallourg et du CDKA Moscou. C'est le deuxième titre de champion d'URSS de l'histoire du club, qui réussit même le doublé après sa victoire en finale de la Coupe d'URSS face au club de l'Elektrik Léningrad. Le tenant du titre, le Dinamo Moscou, termine à la 5e place, à 7 points du nouveau champion.

## Clubs participants
- Club promu

| Club                     | Présent depuis | Classement 1937 | Entraîneur                                                                               |
| ------------------------ | -------------- | --------------- | ---------------------------------------------------------------------------------------- |
| Dynamo Moscou            | 1936           | 1er             | Mikhaïl Tovarovski (en)                                                                  |
| Spartak Moscou           | 1936           | 2e              | Konstantin Kvachnine (en)                                                                |
| Dynamo Kiev              | 1936           | 3e              | Vladimir Fomine (en)                                                                     |
| Dinamo Tbilissi          | 1936           | 4e              | Alekseï Sokolov (ru)                                                                     |
| Metallourg Moscou        | 1937           | 5e              | Boris Arkadiev                                                                           |
| Lokomotiv Moscou         | 1936           | 6e              | Mikhaïl Souchkov (en)                                                                    |
| Dinamo Léningrad         | 1936           | 7e              | Mikhaïl Boutoussov (en)                                                                  |
| Elektrik Léningrad       | 1936           | 8e              | Mikhaïl Okoun (ru) (jusqu'en juillet 1938) Konstantin Lemechev (en) (après juillet 1938) |
| CDKA Moscou              | 1936           | 9e              | Mikhaïl Rouchtchinski (en)                                                               |
| Spartak Léningrad        | 1938           | 1er (D2)        | Pavel Batyrev (en)                                                                       |
| Dinamo Rostov (ru)       | 1938           | 2e (D2)         | Inconnu                                                                                  |
| Temp Bakou (ru)          | 1938           | 3e (D2)         | Vladimir Blinkov                                                                         |
| Stalinets Léningrad      | 1938           | 4e (D2)         | Boris Ivine (en) (jusqu'en juin 1938) Konstantin Iegorov (en) (après juin 1938)          |
| Stalinets Moscou (ru)    | 1938           | 5e (D2)         | Antonín Fivébr (en)                                                                      |
| Torpedo Moscou           | 1938           | 6e (D2)         | Sergueï Boukhteïev (en)                                                                  |
| Dinamo Odessa            | 1938           | 1er (D3)        | German Blank                                                                             |
| Lokomotiv Kiev (en)      | 1938           | 2e (D3)         | Inconnu                                                                                  |
| Stakhanovets Stalino     | 1938           | 3e (D3)         | Vassili Borisenko (jusqu'en août 1938) Grigori Arkhangelski (ru) (après août 1938)       |
| Lokomotiv Tbilissi       | 1938           | 6e (D3)         | Inconnu                                                                                  |
| Spartak Kharkov (ru)     | 1938           | 7e (D3)         | Nikolaï Krotov (en)                                                                      |
| Selmach Kharkov (en)     | 1938           | 8e (D3)         | Ivan Natarov                                                                             |
| Traktor Stalingrad       | 1938           | 1er (D4)        | Iouri Khodotov (ru)                                                                      |
| Krylia Sovetov Moscou    | 1938           | 3e (D4)         | Alekseï Sotnikov                                                                         |
| Bourevestnik Moscou (ru) | 1938           | 4e (D4)         | Vitali Arkadiev                                                                          |
| Zénith Léningrad (ru)    | 1938           | Régional        | Mikhaïl Ioudenitch                                                                       |
| Pichtchevik Moscou (ru)  | 1938           | Fondation       | Nikolaï Nikitine (ru)                                                                    |

## Compétition

### Classement
Le barème de points servant à établir le classement se décompose ainsi :
- Victoire : 2 points
- Match nul : 1 point
- Défaite : 0 point